# Pachet
Pachet (Egyptisch Pḫ.t , zij die verscheurt, ook gespeld Pakhet, Pehkhet, Phastet, en Pasht) is een godin uit de Egyptische mythologie. Zij wordt beschouwd als een synthese van Bast of Bastet en Sekhmet, oude godheden in de beide Egyptes die vergelijkbare personificaties waren van leeuwinnen, een voor Opper-Egypte en de andere voor Beneden-Egypte. Het verspreidingsgebied van deze twee cultussen reikte tot aan de grens tussen het noorden en het zuiden, in de buurt van al Minya (thans bekend als Beni Hasan), en de overeenkomst van beide godinnen leidde hier tot een nieuwe mengvorm van beide culturen.

## Origine en mythologie
Pachet gaat waarschijnlijk terug op een nog oudere regionale leeuwinnengodin, de "Godin van de Muil van de Wadi", die vereerd werd door degenen die in de wadi joegen bij het water aan de grens van de woestijn. Een ander epitheton: "Zij die de wegen van de stormregens opent" wijst op het moment dat de vruchtbaarheid aanvoerende stormvloed de wadi's ging vullen.
Tegen dat Pachet in het Egyptisch pantheon opdook, tijdens het Middenrijk, was de beschouwing van Bastet als felle leeuwin aan het verminderen. Ze werd meer gezien zoals een aardige, tamme kat zijn kan. Daarom houdt de aard van Pachet ergens het midden tussen de aardigheid van Bastet en de felheid van Sekhmet. Haar kracht werd eerder innerlijk gezien, terwijl ze toch de potentiële eigenschappen van de oorlogsgodin bleef behouden, om die uit te drukken als het nodig was. Behalve met Bastet en Sekhmet wordt zij ook nog met Hathor vereenzelvigd, en daardoor draagt zij ook als zonnegodin de gouden schijf als onderdeel van haar kroon.
Zij werd zowel een gevaarlijke als een bijstandsgodin en kreeg zelfs het epitheton van "Aanvoerster (ḥrjt) van alle goden". Met het epitheton "Nachtjageres met scherp oog en puntige klauw" werd naar haar woestijnaspect verwezen, en daarmee werd ze met hevige zandstormen geassocieerd, zoals dat ook met Sekhmet het geval was. En zoals Bastet werd ook zij als beschermster van het moederschap beschouwd.
De afbeeldingen van Pachet tonen een vrouwelijk figuur met de kop van een katachtige, vaak terwijl ze met haar scherpe klauwen een slang doodt.

## Tempels nabij al Minya

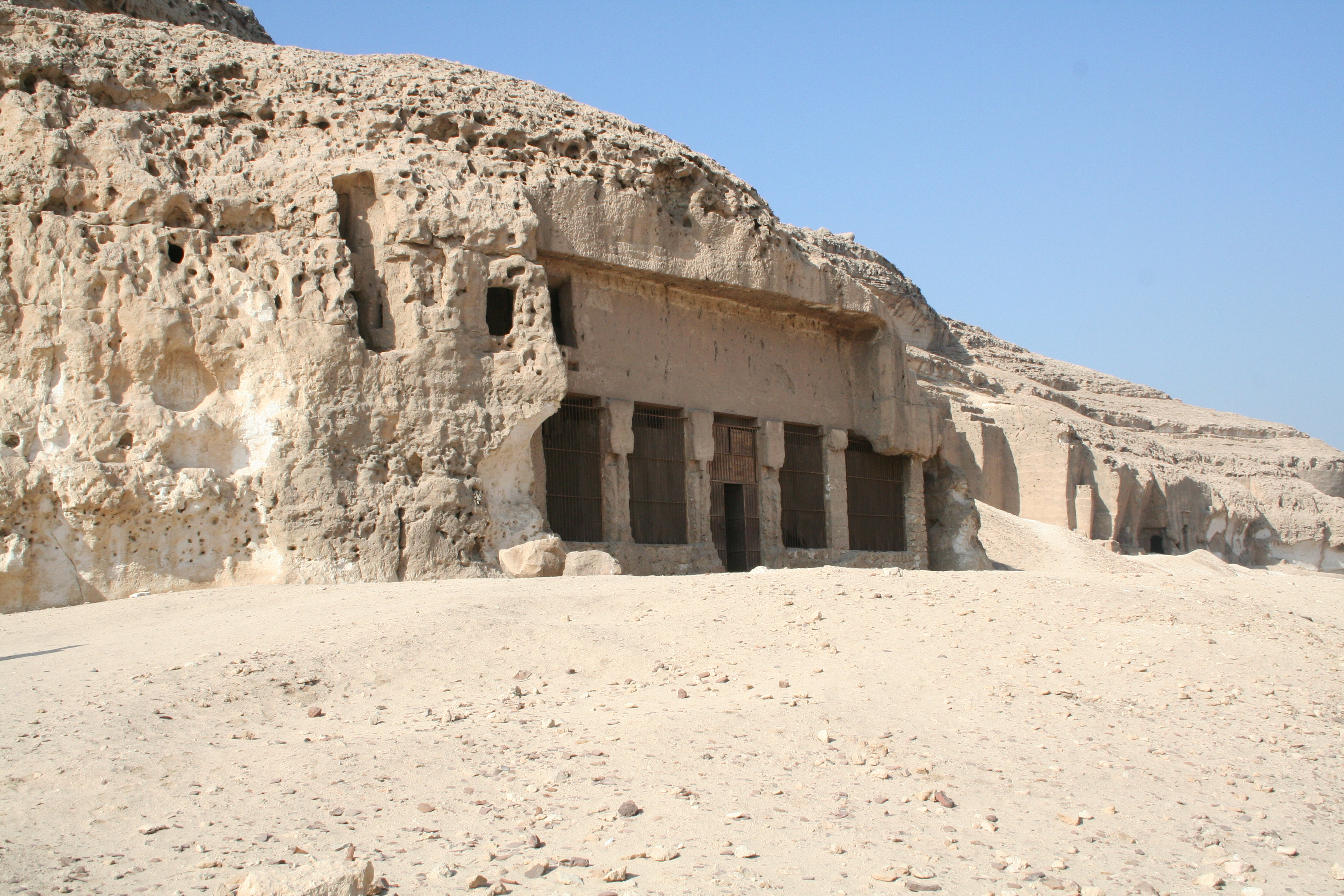
Rotstempel van Pachet door Hatsjepsut gebouwd in Speos Artemidos.

De tempel van Pachet die als grotheiligdom door Hatsjepsut nabij al Minya werd gebouwd,
was de beroemdste van de negenendertig oude graftempels uit de Middenrijkse nomarchen uit de Oryxennomos, die vanuit Hebenu heerste in een streek met veel steengroeven. Dit ligt in centraal Egypte aan de oostelijke oever van de Nijl. Een locatie op de oostelijke oever is niet traditioneel voor graftempels, wel de westelijke oever, maar daar lag het terrein het moeilijkst. Men weet van het bestaan van een veel oudere tempel voor deze godin op die plaats, maar die heeft de tand des tijds niet overleefd. Van Hatsjepsut weten we dat zij het was die de tempels in deze streek, zestig jaar nadat die door de Hyksos waren vernield, restaureerde.
De merkwaardige catacomben zijn opgegraven. Men vond er grote hoeveelheden gemummificeerde katten. Van vele daarvan kan men zeggen dat ze van zeer ver zijn aangevoerd om hier een rituele begrafenis te krijgen. Sommige referenties associëren deze godin als Pachet-Weret-Hekau, (Weret Hekau betekent "Zij die grote magie heeft"), wat gelijkstelling met godinnen als Hathor en Isis impliceert. Nog een titel die men ontmoet is "Horus Pakht". De aanwezigheid van talloze gemummificeerde valken op de site zou verdere associatie met Hathor als moeder van Horus, de havik, de farao en de zon verklaren.
Haar jagersnatuur deed de Oude Grieken, toen die driehonderd jaar later Egypte bezetten, Pachet met Artemis gelijkstellen. Zij gaven dan ook de naam Speos Artemidos aan deze grottempel, de "grot van Artemis", en deze naam bleef bewaard, ook al is zij geen Egyptische godin. De Grieken probeerden de Egyptische godheden met die van henzelf gelijk te stellen, maar lieten wel de tradities van de Egyptische religie intact. Na hen werd Egypte door de Romeinen veroverd, net na het jaar 30, en die behielden veel van de Griekse namen, al deden ook zij via de zogenaamde Interpretatio Romana verwoede pogingen om vreemde godheden met die van hen te associëren door ze hun eigen namen te geven.
Christenen en andere religieuze sekten bezetten delen van de site tijdens het Romeins bewind. Na de jaren 600 kwamen Arabische namen in voege.
Hatsjepsoet en haar dochter Neferoere zijn geïdentificeerd als degenen die een kleiner tempeltje bouwden, ook aan Pachet gewijd daar vlakbij, maar waar opeenvolgende farao's alle decoratie van uitvaagden. Het werd voltooid in de tijd van Alexander de Grote en heet thans Speos Batn el-Bakarah.

## Aanroeping
De Faulkner translation van Oude Egyptische Sarcofaagteksten, Spell 470 zegt,
O Gij van de dageraad, die waakt en slaapt,
O Gij die in zwakte vertoeft, voorheen verblijvend in Nedit,
Ik ben verschenen als Pachet, de Grote,
Wier ogen scherp staan en wier klauwen puntig zijn,
de leeuwin die loert en toeslaat in de nacht...